# Неутолимое желание
«Неутолимое желание» (англ. Naked Surrender или Maisie Undercover: Coed Desires) — американская эротическая драма 2006 года режиссуры и по сценарию Дж. У. МакХаузена.

## Сюжет
Стилист-гримёр-парикмахер Лия устраивается на работу в ателье Доминика фотографа, где знакомится с моделями Клио и Тэйлор. Те, в свою очередь, рассказывают Лие о Доминике и о порядках, царящих в ателье.

## В ролях
| Актёр           | Роль         |
| --------------- | ------------ |
| Брэд Бэртрэм    | Дэн Кэллоуэй |
| Мишель Мэйлин   | Гвен Монтро  |
| Стивен Сен-Круа | Харпер       |
| Кристин Нгуен   | Элли         |
| Джеф Кристиан   | Кен          |
| Леви Стил       | Регги        |
| Кирстен Прайс   | Шелли        |
| Сарж Логан      | Хэнк         |
| Кортни Симпсон  | Молли        |
| Стэйси Торн     | Диди         |
| Крис Найт       | Джеймс       |
| Адам Раш        | Трой         |
| Эрик Бойенга    | Карл         |
| Спринг Пиллоу   | Элис Монро   |

## Выпуск фильма
- В США фильм вышел в прокат 8 сентября 2006 года.
- В Польше телепремьера состоялась 28 марта 2008 года.

В прокате фильм известен под названиями:
- «Maisie Undercover: Coed Desires» (английское название) — в мировом прокате
- «Maisie encubierta — Deseos» — в Испании